# Aramis Ramírez
Aramis Ramírez (né le 25 juin 1978 à Saint-Domingue en République dominicaine) est un ancien joueur de troisième but de la Ligue majeure de baseball.
Joueur de 1998 à 2015 pour les Pirates de Pittsburgh, les Cubs de Chicago et les Brewers de Milwaukee, il réussit 2 303 coups sûrs et 386 circuits en carrière, gagne un Bâton d'argent et reçoit 3 invitations au match des étoiles.

## Carrière

### Pirates de Pittsburgh
Il signe chez les Pirates de Pittsburgh en 1994 à l'âge de 16 ans. Il fait ses débuts en Ligue majeure le 26 mai 1998.
Sa meilleure saison chez les Pirates, 2001, fut également une des meilleures de sa carrière: 181 coups sûrs, 40 doubles, 112 points produits, 34 coups de circuit et une moyenne au bâton de ,300.

### Cubs de Chicago

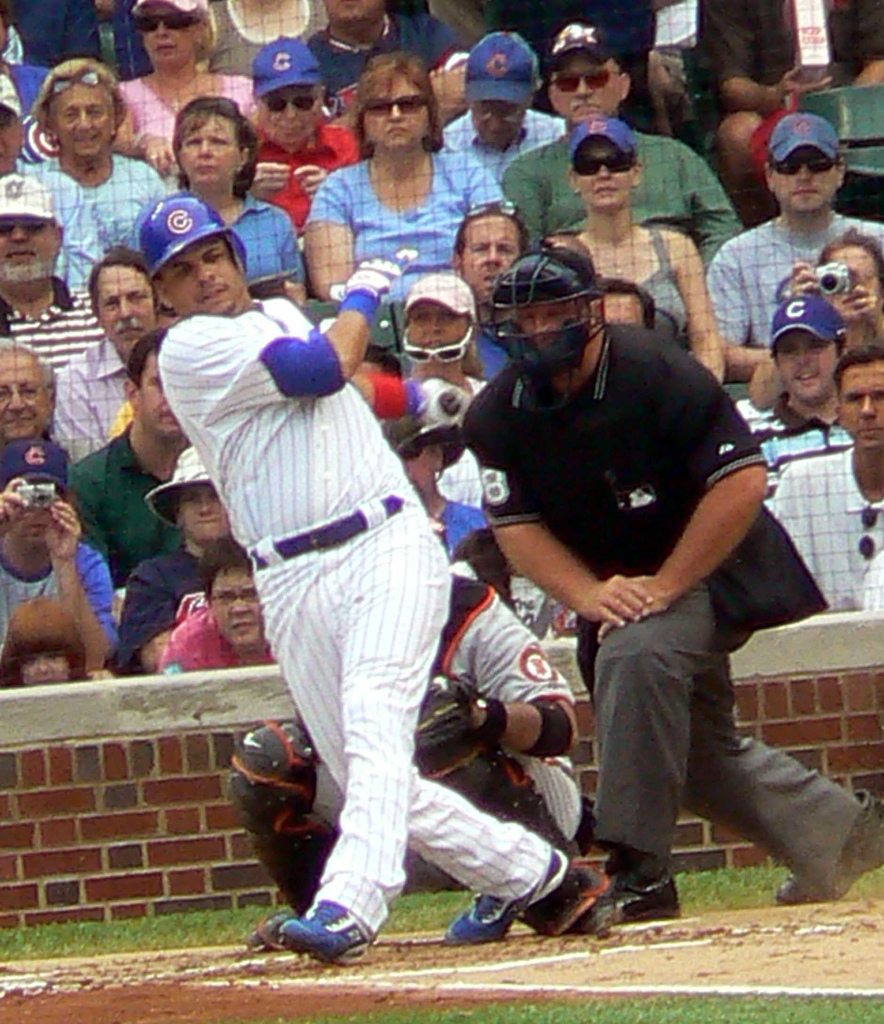
Aramis Ramírez en juillet 2007 avec les Cubs de Chicago.

Le 23 juillet 2003, les Pirates de Pittsburgh l'échangent aux Cubs de Chicago, en compagnie de Kenny Lofton, contre Bobby Hill, Jose Hernandez et Matt Bruback (joueurs de ligues mineures). Il joue à Chicago jusqu'en 2011.
Excepté en 2003, sa moyenne au bâton chez les Cubs n'est jamais descendu sous les 0,291, avec un pic à 0,318 en 2004.
C'est également avec les Cubs qu'il a signé ses meilleures performances en points produits (119 en 2006), coups de circuit (38 en 2006) et points marqués (99 en 2004).

#### Saison 2007
Aramis Ramírez a frappé son 200e circuit contre Claudio Vargas le 23 avril 2007. Le 29 juin, lors d'un match contre les Brewers de Milwaukee, il frappe un circuit en toute fin de neuvième manche, produisant deux points qui permettent à son équipe de finalement l'emporter.
Les Cubs terminent premiers de la Division centrale en Ligue nationale, en grande partie grâce à Ramírez qui a mené l'équipe en termes de points produits (101) et qui a frappé 26 circuits avec une moyenne au bâton de 0,310.

#### Saison 2011
À sa dernière saison chez les Cubs en 2011, Ramirez frappe pour ,306 avec 26 circuits et 93 points produits. Pour la première fois de sa carrière, il remporte le Bâton d'argent du meilleur joueur de troisième but offensif de la Ligue nationale.

### Brewers de Milwaukee

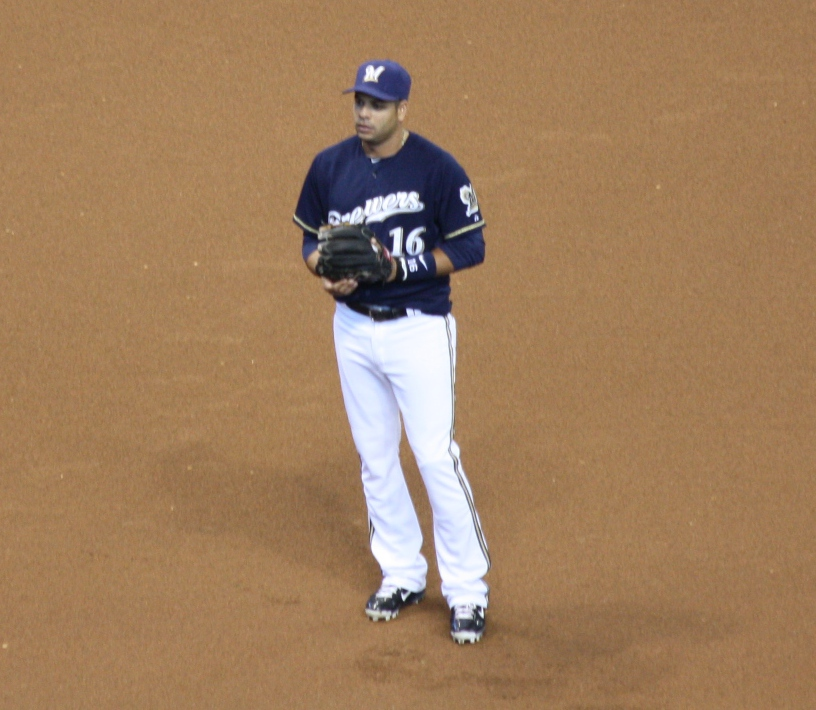
Aramis Ramírez en 2012 avec les Brewers de Milwaukee.

Le 14 décembre 2011, Ramirez rejoint les Brewers de Milwaukee, avec qui il signe un contrat de 36 millions de dollars pour trois saisons.
À sa première saison à Milwaukee, il termine 9e au vote de fin d'année désignant le joueur par excellence de la Ligue nationale. Il mène la ligue avec un nouveau sommet personnel de 50 doubles. Il frappe pour ,300 de moyenne au bâton avec 27 circuits, 105 points produits et 171 coups sûrs en 149 parties jouées.
En 2013, le vétéran est limité à 92 matchs et frappe pour ,283 avec 12 circuits et 49 points produits.
En 2014, il claque 15 circuits et produit 66 points en plus de maintenir une moyenne de ,285 en 133 parties. Il reçoit sa 3e invitation au match d'étoiles de mi-saison, sa première comme joueur des Brewers, alors que les partisans l'élisent joueur de troisième but partant de la formation de la Ligue nationale.
Le contrat de Ramírez lui permet de choisir ou non de rester avec Milwaukee en 2015 et il décide de joueur une autre saison chez les Brewers.

### Retour à Pittsburgh
Le 23 juillet 2015, Aramis Ramírez est rapatrié par sa première équipe lorsque les Pirates de Pittsburgh font son acquisition des Brewers, en échange du lanceur droitier des ligues mineures Yhonathan Barrios.
Il annonce sa retraite le 5 novembre 2015.